# Geri Allen
Geri Allen (Pontiac, 1957. június 12. – Philadelphia, 2017. június 27.) dzsesszzongorista, zeneszerző, zenetanár.

## Pályakép
Geri Allen Pontiacban született és Detroitban nőtt fel. Apja, Mount Allen Jr. iskolaigazgató volt, édesanyja, Barbara pedig kormányzati adminisztrátor volt a védelemnél. Allen a Detroit Public Schoolsban tanult. Hétévesen kezdett zongorázni, még tizenévesen döntött úgy, hogy dzsesszzongorista lesz.
Allen 1979-ben végzett a Howard Egyetemen. Ezután Kenny Barron zongoraművésznél tanult tovább New Yorkban − és a Pittsburghi Egyetemen is tanult, ahol 1982-ben szerzett mesterképzési diplomát etnomuzikológiából. Ezt követően visszatért New Yorkba.
Zenekarvezetőként 1984-ben debütált a "The Printmakers" című triólemezével.
Allen 1995-ben házasogott össze Wallace Roney trombitást. Egy lányuk és egy fiuk született. A házasság válással végződött.
Allen 1996-ban megkapta a Jazzpar-díjat. Ugyanebben az évben két albumot rögzített Ornette Colemannel (Sound Museum: Hidden Man és Sound Museum: Three Women).
2006-ban megkomponálta a „For the Healing of the Nations” című művét, amelyet a szeptember 11-i áldozatok és túlélőik előtt tiszteleg.
2008-ban Guggenheim-ösztöndíjat kapott.
Allen tíz évig tanított dzsesszimprovizációt a Michigani Egyetemen. 2013-ban a Pittsburgh-i Egyetem dzsesszprogramjának vezetője lett.
2017. június 27-én – két héttel 60. születésnapja után − halt meg Philadelphiában; rákban.

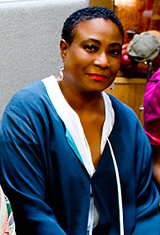
2008

## Albumok
(válogatás)
- The Printmakers és Anthony Cox, Andrew Cyrille, 1984
- Home Grown, szólóalbum, 1985
- Open on All Sides – In the Middle és Marcus Belgrave, Rayse Biggs, Mino Cinelu, Steve Coleman, Robin Eubanks, David McMurray, Shahita Nurallah, Jaribu Shahid, Lloyd Storey, Tani Tabbal, 1987
- Twylight és Tani Tabbal, Jaribu Shahid sowie Sadiq Bey, Eli Fountain, Clarice Taylor Bell, 1989
- In the Year of the Dragon és Charlie Haden, Paul Motian, 1989
- Segments és Charlie Haden, Paul Motian, 1989
- The Nurturer és Marcus Belgrave, Kenny Garrett, Robert Hurst, Jeff Watts, Eli Fountain, 1991
- Live at the Village Vanguard és Charlie Haden, Paul Motian, 1991
- Maroons, Marcus Belgrave, Wallace Roney, Anthony Cox, Dwayne Dolphin, Pheeroan akLaff, Tani Tabbal, 1992
- Twenty One és Ron Carter, Tony Williams, 1994
- Eyes… in the Back of Your Head és Ornette Coleman, Wallace Roney, Cyro Baptista, 1997
- Some Aspects of Water és Palle Danielsson, Lenny White, Johnny Coles, Henrik Bolberg Pedersen, Kjeild Ipsen, Alex Windfeld, Michael Hove, Uffe Markussen, 1997
- The Gathering és Wallace Roney, Robin Eubanks, Dwight Andrews, Vernon Reid, Ralphe Armstrong, Buster Williams, Lenny White, Mino Cinelu, 1998
- The Life of a Song és Dave Holland és Jack DeJohnette, 2004
- Timeless Portraits and Dreams, 2006 és Ron Carter, Jimmy Cobb, Carmen Lundy
- Flying Toward the Sound, 2010 (szólólemez)
- Geri Allen and Timeline Live (2010), és Kenny Davis, Kassa Overall
- Trio 3 + Geri Allen: Celebrating Mary Lou Williams és Oliver Lake, Reggie Workman, Andrew Cyrille, 2011 ((Live at Birdland New York)
- A Child Is Born (Motéma, 2011)
- Grand River Crossings (Motown & Motor City Inspirations), 2013
- Perfection, és David Murray, Terri Lyne Carrington, 2016
- Live at the Village Vanguard: Unissued Tracks, és Charlie Haden, Paul Motian (1990, ed. 2021)

## Filmek
- 1996: Geri Allen Mary Lou Williams dzsesszzongoristát alakította a Kansas City című, Robert Altman által rendezett filmben.

## Díjak
- Honorary Doctorate of Music from Berklee, 2014
- Guggenheim Fellowship, 2008
- African American Classical Music Award from Spelman College, 2007
- The Benny Golson Jazz Master Award, 2005
- Distinguished Alumni Award from Howard, 1996
- Danish Jazzpar Prize (first woman recipient), 1996
- Soul Train's Lady of Soul Award for jazz album of the year for Twenty-One, 1995

## Fordítás
Ez a szócikk részben vagy egészben  a   Geri Allen című angol Wikipédia-szócikk ezen változatának fordításán alapul.  Az eredeti cikk szerkesztőit annak laptörténete sorolja fel. Ez a jelzés csupán a megfogalmazás eredetét és a szerzői jogokat jelzi, nem szolgál a cikkben szereplő információk forrásmegjelöléseként.